# Leizna kamienna
Leizna kamienna – sztuczna skała topiona pochodzenia antropogenicznego otrzymywana w procesach petrurgicznych (hutnictwa skaliwnego). Powstaje w wyniku topienia i kontrolowanej rekrystalizacji bazaltu, bazanitu, gabra, diabazu, andezytu, żużla wielkopiecowego lub pomiedziowego.
Leizna kamienna charakteryzuje się bardzo dobrymi właściwościami fizycznymi: wysoką twardością, dużą wytrzymałością na ściskanie, małą ścieralnością, ognioodpornością oraz niską reaktywnością chemiczną (zarówno na działanie kwasów jak i zasad). Praktycznie nie jest porowata.
Leizna kamienna wykorzystywana jest do produkcji m.in. rur, kształtek, kadłubów maszyn, aparatury chemicznej.